# 哥德堡港

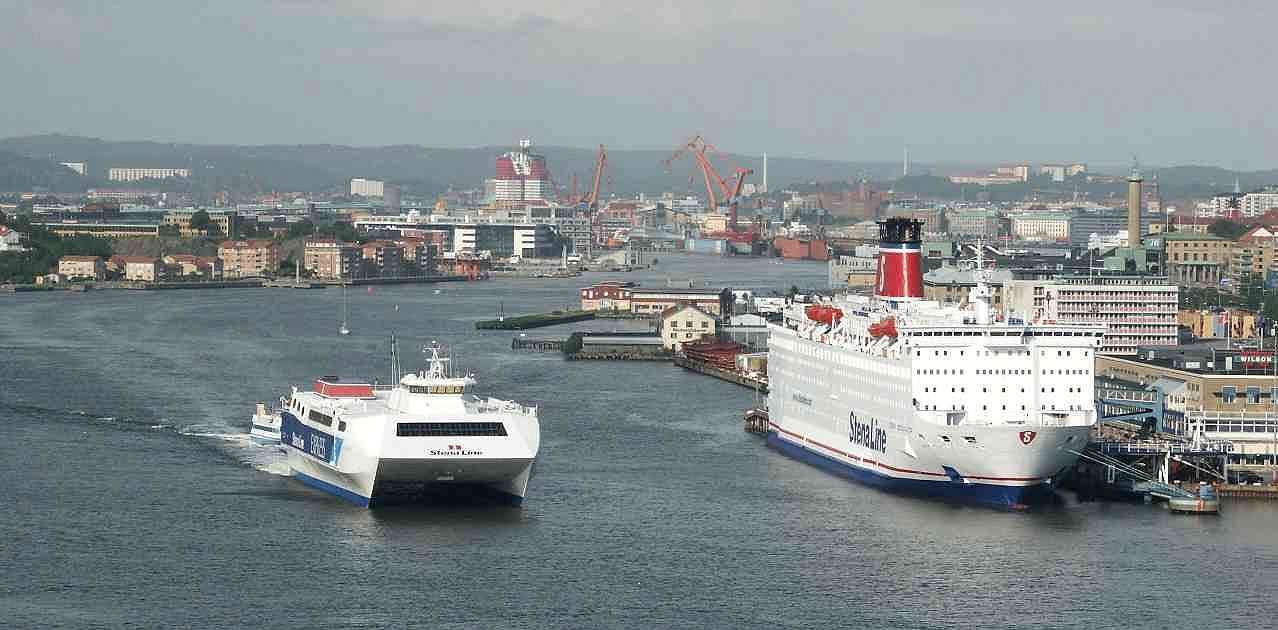
從阿夫斯堡大橋看到的港口

哥德堡港（瑞典語：Göteborgs hamn）是所有北歐國家中最大的港口，每年有超過11,000艘來自全球140多個目的地的船舶前往。作為瑞典唯一有能力應對最大的現代化遠洋貨櫃船的港口，哥德堡處理該國近30%的對外貿易，包括每年3900萬噸的貨物。

## 地理

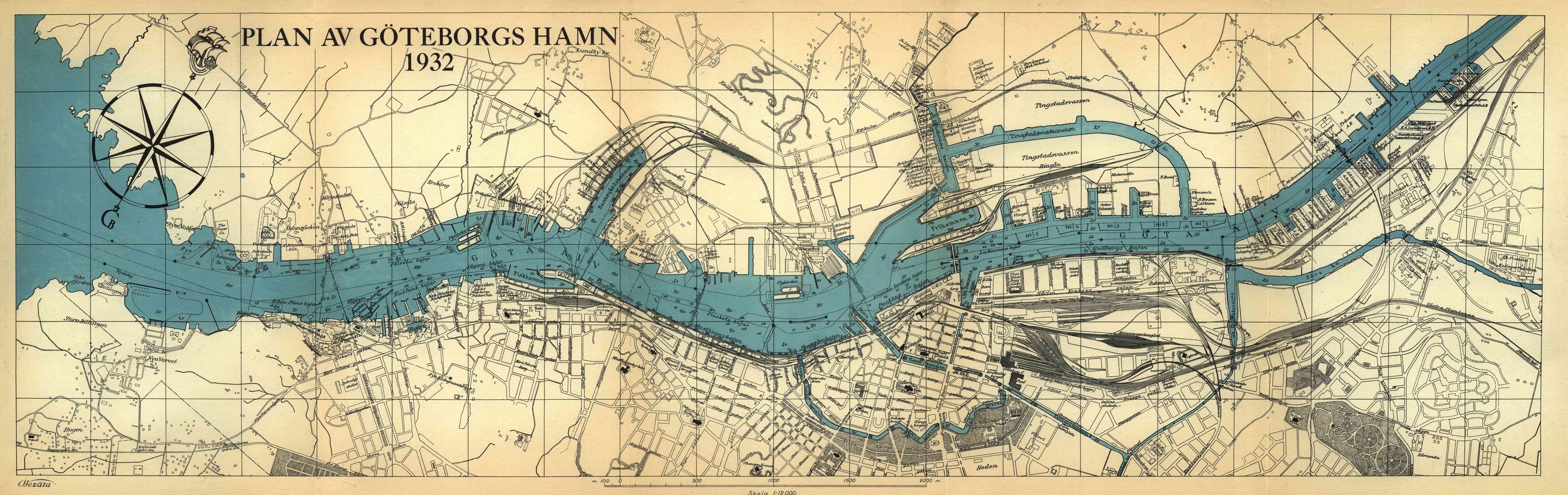
1932年的哥德堡港地圖

該港口位於哥德堡約塔河河口的兩側。北岸"Norra Älvstranden"位於希辛延島島上，南岸"Södra Älvstranden"位於大陸上。它是一個河流和沿海港口的組合，碼頭的總長度是 13.1 km（8.1 mi）.

## 港埠部分
港口分為多個部分或港口。
南岸
- Älvnabbens petroleumhamn, (older)
- Tånguddens hamn
- Nya Varvet, (older)
- Carnegiekajen, (older) 碼頭長度為 225米（738英尺）, 深度為 5.4—7.5米（18—25英尺）
- Klippan, (older)
- Majnabbehamnen, 碼頭長度為 485米（1,591英尺）, 深度為 3—8米（9.8—26.2英尺）
- Varvet Kusten (older)
- Göteborgs fiskhamn
- Gamla Varvet, (older)
- Stigbergskajen, 碼頭長度為 496米（1,627英尺）, 深度為 7—9米（23—30英尺）
- Masthuggskajen, 碼頭長度為 927米（3,041英尺）, 深度為 6.3—7.6米（21—25英尺）
- Skeppsbrokajen, 碼頭長度為 150米（490英尺）, 深度為 3米（9.8英尺）
- Stenpiren, 碼頭長度為 215米（705英尺）, depth 3—6米（9.8—19.7英尺）
- Stora Hamnen/Stora Hamnkanalen, (older)
- Packhuskajen, 碼頭長度為 230米（750英尺）, 深度為 3米（9.8英尺）
- Lilla Bommen（英语：Lilla Bommen）
- Gullbergskajen, 碼頭長度為 1,294米（4,245英尺）, 深度為 3—5.8米（9.8—19.0英尺）
- Gasverkskajen, (older) 碼頭長度為 255米（837英尺）, 深度為 5.8米（19英尺）
- Lärjehamnen, (older) 碼頭長度為 310米（1,020英尺）, 深度為 3.6—5.3米（12—17英尺）
- Rosenlundskanalen

北岸
- Torshamnen, 碼頭長度為 630米（2,070英尺）, 深度為 20.5米（67英尺）
- Torshamnen, 碼頭長度為 250米（820英尺）, 深度為 6.5米（21英尺）
- Arendal, 碼頭長度為 450米（1,480英尺）, 深度為 8米（26英尺）
- Älvsborgshamnen, 碼頭長度為 1,246米（4,088英尺）, 深度為 9—11米（30—36英尺）
- Skandiahamnen, 碼頭長度為 2,200米（7,200英尺）, 深度為 6—14.2米（20—47英尺）
- Skarvikshamnen, 碼頭長度為 1,735米（5,692英尺）, 深度為 7—13米（23—43英尺）
- Ryahamnen, 碼頭長度為 1,275米（4,183英尺）, 深度為 3.5—9.5米（11—31英尺）
- Eriksbergshamnen（英语：Eriksberg,_Gothenburg）
- Sannegårdshamnen, (older) 碼頭長度為 890米（2,920英尺）, 深度為 7—7.5米（23—25英尺）
- Lindholmshamnen, (older) 碼頭長度為 908米（2,979英尺）, 深度為 4.2—9米（14—30英尺）
- Lundbyhamnen, 碼頭長度為 680米（2,230英尺）, 深度為 8米（26英尺）
- Frihamnen, 碼頭長度為 1,937米（6,355英尺）, 深度為 6—9.5米（20—31英尺）
- Ringökajen, 碼頭長度為 195米（640英尺）, 深度為 3米（9.8英尺）
- Kvarnen Tre Lejon, (older) 碼頭長度為 310米（1,020英尺）, 深度為 3—9米（9.8—29.5英尺）

## 運力和貨物

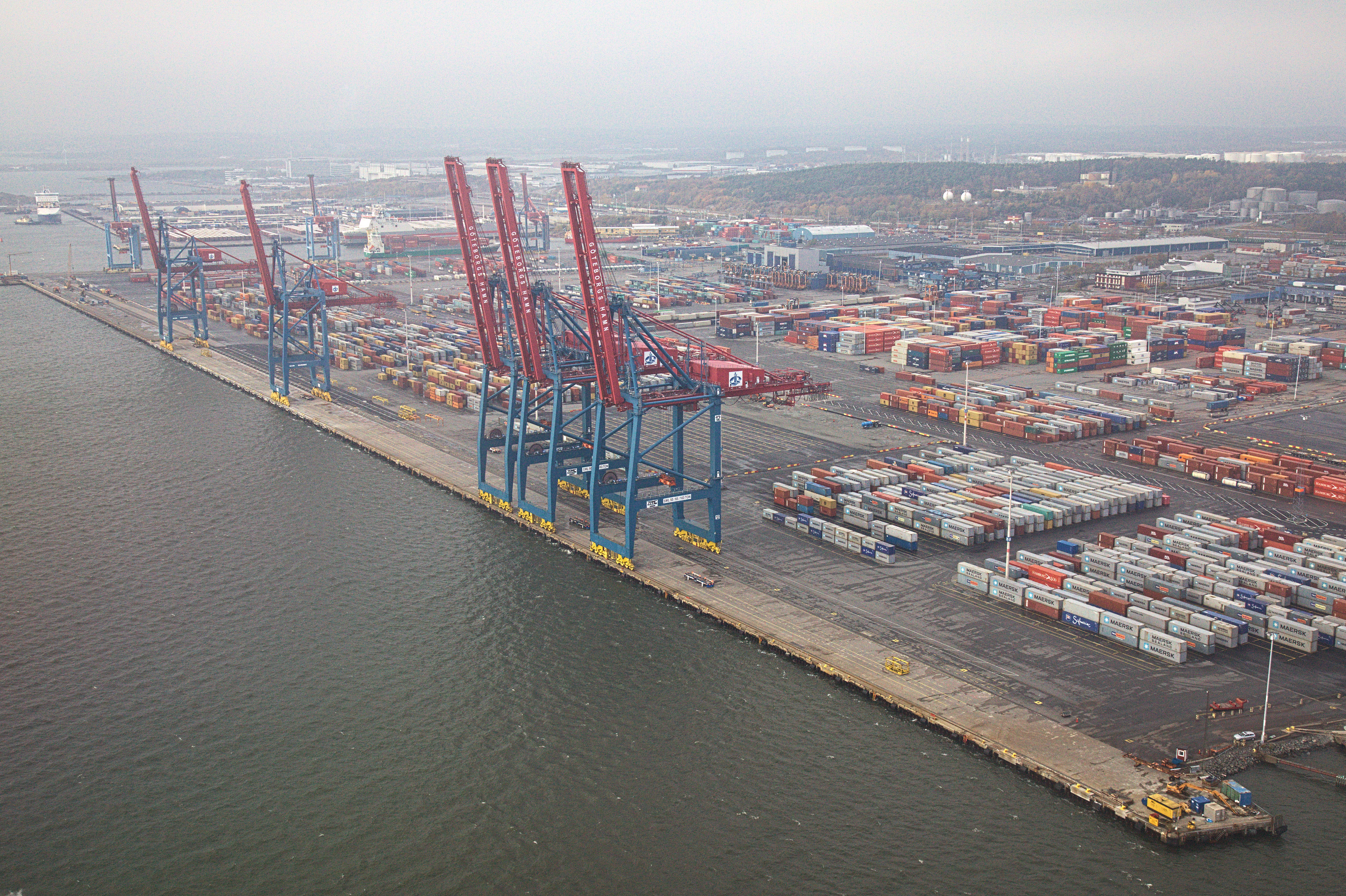
港口沿海部分的北側，Skandiahamnen

2013年，該港口處理了大約860,000個貨櫃（TEU）和160，000輛新車（包括進出口）。 It has 24 scheduled rail freight shuttles, serving Norway and Sweden.
主要進口產品是原油（2013年為2000萬噸）、紡織品和食品。主要出口產品是新車（卡車、轎車、公共汽車、重型工廠）、鋼鐵和造紙。有專門用於貨櫃、滾裝船、汽車、乘客（2013年為170萬）以及石油和其他能源產品的碼頭。
該港口大而深，足以容納非常大的船隻，例如2015年12月21日抵達港口的地中海航運公司的"瑪雅"號，它是當時世界上最大的貨櫃船，長396米（1,299英尺）吃水16米（52英尺）容量為19,224個20呎標準貨櫃。

## 外部連結
- 官方网站

57°42′N 11°56′E / 57.7°N 11.93°E